# Данилово (Ярославская область)
Данилово — деревня в Некоузском районе Ярославской области России. 
В рамках организации местного самоуправления входит в Некоузское сельское поселение, в рамках административно-территориального устройства входит в состав Спасского сельского округа.

## География
Расположена на берегу реки Ильд в 8 км на север от райцентра села Новый Некоуз.

## История
Близ деревни располагался Дмитриевский погост, на котором в 1808 году была построена каменная Воздвиженская церковь. Престолов в ней было два: в настоящей холодной — в честь Воздвижения Честного и Животворящего Креста Господня и в приделе теплом — во имя св. вмч. Димитрия Солунского. 
В конце XIX — начале XX века деревня входила в состав Некоузской волости Мологского уезда Ярославской губернии.
С 1929 года деревня входила в состав Спасского сельсовета Некоузского района, с 2005 года — в составе Некоузского сельского поселения.

## Население
| 1859 | 1914 | 2002 | 2007 | 2010 |
| ---- | ---- | ---- | ---- | ---- |
| 299  | ↗302 | ↘84  | ↘73  | ↘63  |

## Достопримечательности
Близ деревни на Дмитриевском погосте расположена недействующая Церковь Воздвижения Креста Господня (1808).